# Asteriks w Luzytanii
Asteriks w Luzytanii (fr. Astérix en Lusitanie) - planowany czterdziesty pierwszy tom serii komiksowej Asteriks. Jego autorami są Fabrice Caro (scenariusz) i Didier Conrad (rysunki). Jego premiera ma mieć miejsce 23 października 2025 r.

## Fabuła
Asteriks i Obeliks wybierają się w podróż do Luzytanii. Chcą w ten sposób pomóc byłemu niewolnikowi, którego poznali przy okazji wydarzeń, opisanych w albumie Osiedle bogów.